# Rangareddi
Rangareddi är ett distrikt i Indien.   Det ligger i delstaten Telangana, i den centrala delen av landet, 1 300 km söder om huvudstaden New Delhi. Antalet invånare är 5 296 741. Arean är 7 493 kvadratkilometer. Rangareddi gränsar till Gulbarga och Hyderabad.
Terrängen i Rangareddi är kuperad söderut, men norrut är den platt.
Följande samhällen finns i Rangareddi:
- Kūkatpalli
- Lal Bahadur Nagar
- Quthbullapur
- Secunderabad
- Kāpra
- Uppal Kalan
- Tāndūr
- Gaddi Annaram
- Vikārābād
- Singāpur
- Srīrāmnagar
- Ghatkesar
- Bālāpur
- Ādibatla